# Cascate Murchison
Le cascate Murchison (in inglese Murchison Falls), in passato note anche come Kabalega (o Kabarega) Falls sono una cascata formata dal Nilo Bianco nell'Uganda settentrionale. Si trovano all'interno dell'omonimo parco nazionale.

## Caratteristiche

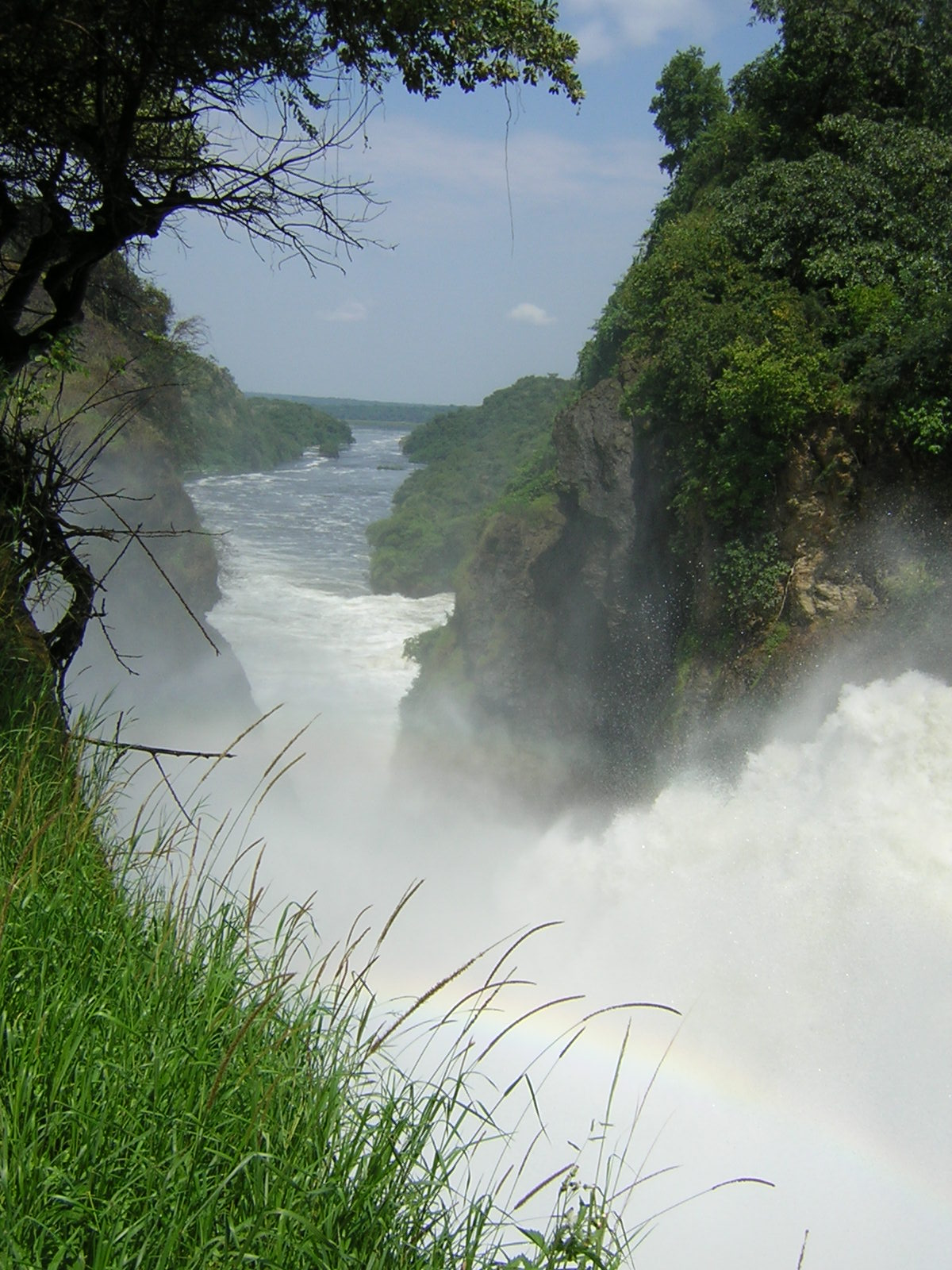
Cascate Murchison

Le cascate interrompono il tratto del Nilo Bianco che va dal Lago Vittoria al Lago Alberto (Nilo Vittoria). La portata del fiume in questo tratto è di 300 m³/s; subito prima delle cascate il suo corso viene costretto attraverso una gola di 7 m di larghezza. Il salto è di 43 m.

## Storia
I primi europei a vedere le cascate furono i romani nel 65 d.C. durante la spedizione romana alle sorgenti del Nilo. 
Nel 1864, fu l'esploratore britannico Samuel Baker, che battezzò le cascate in onore del suo collega e amico Roderick Murchison, allora presidente della Royal Geographical Society. Negli anni settanta Idi Amin decise di cancellare le origini coloniali di questo nome e fece ribattezzare le cascate "Kabarega", in onore dell'Okumama Kabarega, antico sovrano del popolo Bunyoro.. Alla caduta di Amin le cascate ripresero il loro nome inglese.